# Mbah Gotho
Saparman Sodimejo, mer känd under namnet Mbah Gotho, född 31 december 1870 (påstått födelsedatum) på Java, död 30 april 2017 på Java, var en indonesisk man som hävdade att han var världens äldsta person någonsin.